# Burger Bach
Der Burger Bach, auch Wurger Bach, ist ein Bach in der Gemeinde Kals am Großglockner (Bezirk Lienz). Der Bach entspringt an den Abhängen des Figerhorns (Glocknergruppe) und mündet westlich von Burg in den Kalserbach. Der Alternativname Wurgerbach leitet sich ebenso wie der Name Burger Bach von einer ehemaligen Burg oder Fluchtburg ab.

## Verlauf
Der Burger Bach entspringt an den Südwestabhängen des Figerhorns im Bereich der Zalesedalm. Sein Einzugsgebiet umfasst den Bereich zwischen den Abhängen des Tschenglkopfs und der Foledischnitz mit der Airaswiese im Norden, dem Figerhorn im Osten und den bewaldeten Nordabhängen der Greischneid und der Polathöhe. Der Burger Bach fließt von seinem Ursprung im Wesentlichen in südwestlicher Richtung talwärts und verfügt im Quellbereich über einige (temporär wasserführende) Zuflüsse. Er tritt südlich der Felsenkapelle bzw. im Nordbereich des Weilers Burg in das Kalsertal ein und mündet westlich des Weilers von links in den Kalserbach.
Der Burger Bach weist auf fast seiner gesamten Länge einen geringen Verbauungsgrad, einen geringen Nutzungsgrad seines Umlandes und eine natürliche Gewässerraumausprägung auf. Lediglich im Unterlauf weist der Burger Bach auf rund 12 % seiner Gesamtlänge einen hohen Verbauungsgrad, eine hohe Nutzungsintensität und eine stark beeinträchtigte Gewässerraumausprägung auf. Im Bereich der unbeeinflussten Gewässerstrecke besitzt der Burger Bach eine sehr hohe naturräumliche Bedeutung.